# Бели хора в Република Южна Африка
Белите южноафриканци (на нидерландски: Blanke Zuid-Afrikanen; на африкаанс: Blanke Suid-Afrikaners; на английски: White South African) представляват едно от големите расово и културно-езиково малцинства на територията на Република Южна Африка, към него че причисляват африканери, англоафриканци и други представители от европеидната раса. През 2010 година те съставляват 9.2 процента от населението, или 4 590 200 души, като представляват 2-ра по численост расова група след чернокожите.

## История
Историята на бялото население в Южна Африка започва в средата на 17 век. Първите бели изследователи на Южна Африка са португалците. През 1652 година холандците първи създават свое селище – Капстад (днешен Кейптаун), което привлича и други бели заселници от Европа. Град Капстад и Капската колония е управлявана от Холандската източноиндийска компания до 1806 година (с изключение в периода 1795 – 1803 година, когато е под британско управление). В периода от 1657 до 1806 година към първоначалното холандско население пристигат още: французи-хугеноти, германци, фламандци, валонци, ирландци и др. Постепенно тези белите народи образуват своето название африканери. В района на Кейптаун една част от белите се смесват с доведените чернокожи роби, и така образуват цветнокожите.

## Общности

### Африканери
Субкултурни общности в състава на африканерите:
- капски холандци – бели заселници в района на Кейптаун, които живеят там постоянно от холандската колозация;
- бури – бели фермери-африканери;
  - фортрекери – бели изследователи и пионери на савани и пустини на север и на запад от Кейптаун;
  - трекбури – бели заселници, членове на така наречената Велика Трек. Не приемат британската окупация на Капската колония, като основават на изток Бурска република, която съществува до 1902 година.

### Други

#### Българи
Хората с български произход се между 20 000 и 50 000 души, като по-голяма част от тях са в Йоханесбург – 25 000 души.

## Език
Основен майчин език за белите африканци е африканс – 59 %, следва английският – 39 %, и около 2 % употребяват други езици.

## Демографски показатели
Статистиката в Република Южна Африка се различава значително. Повечето източници показват, че бялото население достигна своя връх в периода между 1989 – 1995 година, на около 5.2 – 5.6 милиона души. Дотогава бялото население до голяма степен се увеличава поради висока раждаемост и имиграцията. Въпреки това, между края на апартейда и в средата на 2000 година бялото население намалява с около 1 милион души поради масовата емиграция. Въпреки това от 2006 година насам числеността на бялото населението нараства. При преброяване на населението голяма част от него не декларира своя произход, като според източници общата му численост достига 5.6 милиона души.
| Година | Население | Източник      |
| ------ | --------- | ------------- |
| 1904   | 1 116 805 | 1904 Census   |
| 1910   | 1 270 000 | Eugene Larson |
| 1965   | 3 408 000 | Stats SA      |
| 1970   | 3 792 848 | 1970 Census   |
| 1980   | 4 522 000 | 1980 Census   |
| 1985   | 4 867 000 | 1985 Census   |
| 1991   | 5 068 300 | 1991 Census   |
| 1996   | 4 434 699 | 1996 Census   |
| 2001   | 4 293 640 | 2001 Census   |
| 2006   | 4 365 300 | Stats SA      |
| 2009   | 4 472 100 | Stats SA      |
| 2010   | 4 584 700 | Stats SA      |

### По провинции

#### Численост на бялото население
| Провинция               | 1996      | 2001      | 2007      | Промяна 1996 – 2007 | Промяна 1996 – 2007 (%) |
| ----------------------- | --------- | --------- | --------- | ------------------- | ----------------------- |
| Източен Кейп            | 340 300   | 302 500   | 304 342   | -35 958             | -10,6%                  |
| Фрайстат                | 316 020   | 238 200   | 266 555   | -49 465             | -15,7%                  |
| Гаутенг                 | 1 616 700 | 1 758 600 | 1 923 829 | 307 129             | +19,0%                  |
| Квазулу-Натал           | 547 100   | 480 700   | 452 224   | -94 876             | -17,3%                  |
| Лимпопо                 | 138 020   | 126 570   | 114 708   | -23 312             | -16,9%                  |
| Мпумаланга              | 218 500   | 202 990   | 249 326   | 30 826              | +14,1%                  |
| Северозападна провинция | 281 800   | 245 850   | 236 467   | -45 333             | -16,1%                  |
| Северен Кейп            | 92 440    | 102 020   | 106 178   | 13 738              | +14,9%                  |
| Западен Кейп            | 823 030   | 832 480   | 973 115   | 150 085             | +18,2%                  |

#### Дял на бялото население
| Провинция               | 1996   | 2001   | 2007   |
| ----------------------- | ------ | ------ | ------ |
| Източен Кейп            | 5,4 %  | 4,7 %  | 4,7 %  |
| Фрайстат                | 12,0 % | 8,8 %  | 9,6 %  |
| Гаутенг                 | 22,0 % | 19,9 % | 18,4 % |
| Квазулу-Натал           | 6,5 %  | 5,1 %  | 4,4 %  |
| Лимпопо                 | 2,8 %  | 2,5 %  | 2,2 %  |
| Мпумаланга              | 7,9 %  | 6,5 %  | 6,8 %  |
| Северозападна провинция | 8,4 %  | 6,7 %  | 7,2 %  |
| Северен Кейп            | 11,0 % | 12,4 % | 10,0 % |
| Западен Кейп            | 20,8 % | 18,4 % | 18,4 % |
| Общо                    | 10,9%  | 9,6%   | 9,5%   |

### По окръзи
Дял на бялото население:
(2001)
- Претория – 25,0%
- Идън – 21,5%
- Оверберг – 21,0% (42 326 души)
- Кейптаун – 18,75%
- Западен Ранд – 18,7% (99 901 души)
- Западен Коуст – 17,47%
- Йоханесбург – 16% (515 184 души)
- Кейп Уайнландс – 15,0%
- Сиянда – 11,9%
- Франсес Баард – 11,81%
- Намаква – 11,8%
- Дърбан – 8,98 %
- Уотърбърг – 8,65% (53 150 души)
- Централен Кару – 7,3%
- Умгунгундлову – 7,2% (67 110 души)
- Кгалагади – 5,29% (9352 души)
- Угу – 4 % (28 742 души)

### По общини
Дял на бялото население:
(2001)
- Оверстранд – 35,7% (19 780 души)
- Моссел Бай – 28,46% (20 351 души)
- Кап Агилхас – 25% (6734 души)
- Джорджия – 22% (29 902 души)
- Битоу – 21,5% (6281 души)
- Свелендам – 19 % (5251 души)
- Умнгени – 18,9% (13 945 души)
- Тембълихле – 13,9% (1940 души)
- Деватерсклооф – 11,2% (10 464 души)
- Умдони – 10 % (5953 души)
- Мсундузи – 8,1% (44 958 души)

### Поокръжни административни райони
Дял на бялото население:
(2001)
- Оверберг – 39,0%

### По градове
| Град            | 1968    | 2001    | 1968   | 2001   |
| --------------- | ------- | ------- | ------ | ------ |
| Йоханесбург     | 476 712 | 231 263 | 35,0 % | 22,9 % |
| Претория        | 261 000 | 355 631 | 53,1 % | 67,7 % |
| Кейптаун        | 200 090 | 167 085 | 35,0 % | 20,2 % |
| Дърбан          | 184 692 | 136 956 | 27,0 % | 25,5 % |
| Порт Елизабет   | 118 845 | 123 722 | 31,2 % | 52,1 % |
| Джермистон      | 65 200  | 69 526  | 33,1 % | 49,8 % |
| Блумфонтейн     | 63 200  | 72 619  | 43,2 % | 65,0 % |
| Източен Лондон  | 51 570  | 40 180  | 37,7 % | 29,6 % |
| Спрингс         | 48 102  | 43 427  | 33,6 % | 53,8 % |
| Питермарицбьорг | 45 930  | 43 471  | 40,8 % | 19,4 % |
| Бенони          | 45 000  | 56 076  | 33,1 % | 59,4 % |